# 山西农业大学
37°25′26″N 112°34′31″E / 37.42389°N 112.57528°E
山西农业大学，对外保留山西省农业科学院牌子。位于山西省太原市、山西省晋中市太谷区，是一所有百年历史的农业高等学校。
学校源于1907年的铭贤学堂，1951年成立山西农学院，1979年更名山西农业大学，同年列为全国重点大学。2012年，山西省人民政府与农业部共建山西农业大学。学校现有有博士点30个，硕士点62个；目前在校生（全日制）近20000，教职工近1700人。山西农业大学校园里古建筑及仿古建筑有数十栋之多，被誉为“山西的厦大”。

## 历史沿革
山西农业大学的前身为1907年由孔祥熙创建私立“铭贤学堂”，后逐渐发展壮大为“铭贤农工专科学校”、“铭贤学院”。1951年在此基础上成立山西农学院，成为当时山西省仅有的两所高等学府之一。1979年更为现名，列为全国重点高等学校。
2019年10月19日，中共山西省委、山西省人民政府宣布，山西农业大学和山西省农业科学院合署办公。合署后单位名称为山西农业大学，保留山西省农业科学院的牌子。改革后，山西省农业科学院院部改为山西农业大学龙城校区。
2020年12月18日，经中华人民共和国教育部批准，原由山西农业大学管理的独立学院山西农业大学信息学院脱离该校管理，并转设为民办普通高等学校晋中信息学院，由山西泰谷投资有限公司全资持有。

## 学院和系
- 农学院
- 动物科技学院
- 林学院
- 资源环境学院
- 园艺学院
- 工程技术学院
- 食品科学与工程学院
- 经济贸易学院
- 生命科学学院
- 文理学院
- 公共管理学院
- 现代教育技术学院
- 体育教学部
- 研究生学院
- 成人教育学院
- 软件学院
- 信息学院
- 中德学院（与德国安哈尔特应用技术大学合办[3]）

### 二级学院
- 运城农学院
- 太原园艺学院
- 太原畜牧兽医学院
- 平遥机电学院
- 原平农学院（2007年以后根据上级文件要求已停止大专招生，现为忻州市原平农业学校，该校与山西农业大学已没有合作办学关系）
- 朔州职业技术学院

- 校门
- 实验楼
- 山西铭贤学校旧址
- 山西铭贤学校旧址——崇圣楼
- 山西铭贤学校旧址——尚德堂
- 山西铭贤学校旧址
- 山西铭贤学校旧址
- 山西铭贤学校旧址
- 山西铭贤学校旧址